# Reichelinella
Reichelinella es un género de foraminífero bentónico de la subfamilia Cuvillierininae, de la familia Rotaliidae, de la superfamilia Rotalioidea, del suborden Rotaliina y del orden Rotaliida. Su especie tipo es Discorbis baitoensis. Su rango cronoestratigráfico abarca el Mioceno.

## Clasificación
Reichelinella incluye a las siguientes especies:
- Reichelinella baitoensis